# Joachim Tiburtius

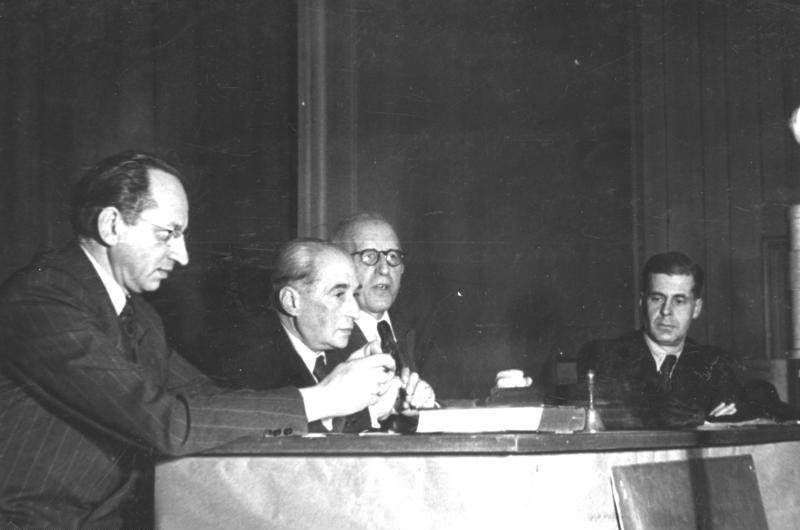
Joachim Tiburtius 1947 (in der Mitte mit Brille) bei einer Diskussion im RIAS mit Otto Bach (SPD) und Carl-Hubert Schwennicke (FDP, rechts).

Joachim Tiburtius (* 11. August 1889 in Liegnitz in Schlesien; † 27. Mai 1967 in West-Berlin) war ein deutscher Wirtschaftswissenschaftler, Hochschullehrer und Kulturpolitiker (CDU nach 1945). Er war von 1946 bis 1948 Professor für Betriebswirtschaftslehre an der Universität Leipzig, dann für Volkswirtschaftslehre an der Freien Universität Berlin. Von 1951 bis 1963 war er West-Berliner Senator für Volksbildung.

## Familie
Joachim Tiburtius wurde geboren am 11. August 1889 in Liegnitz als Sohn des preußischen Baubeamten Friedrich Tiburtius (später tätig als Landesbaurat der Provinz Westpreußen in Danzig) und dessen Frau Cleophea Tiburtius geb. Mühlmann. Tiburtius stammte aus einer Rügener Pastoren- und Gutsbesitzerfamilie, zu deren Vorfahren der Reformator von St. Gallen Joachim von Watt (Vadianus) zählte. Verwandt war Tiburtius auch mit Theodor von Zahn und Adolf Schlatter. Er war mit Louise Charlotte geb. Wolff verheiratet, aus dieser Ehe ging der Sohn Wolf-Joachim hervor (* 1915; vermisst nach 1942).

## Leben

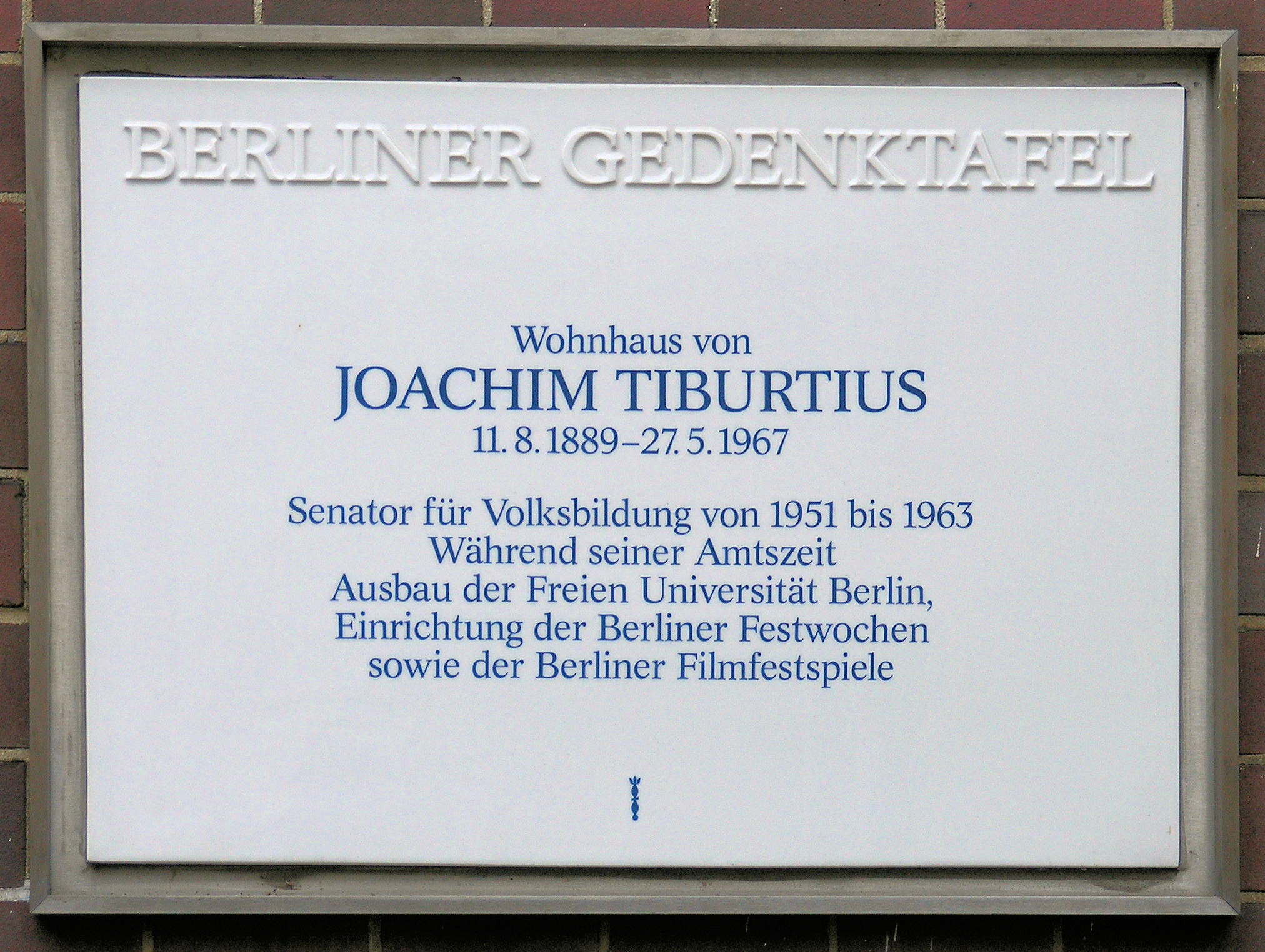
Berliner Gedenktafel am Haus Hortensienstraße 12, in Berlin-Lichterfelde

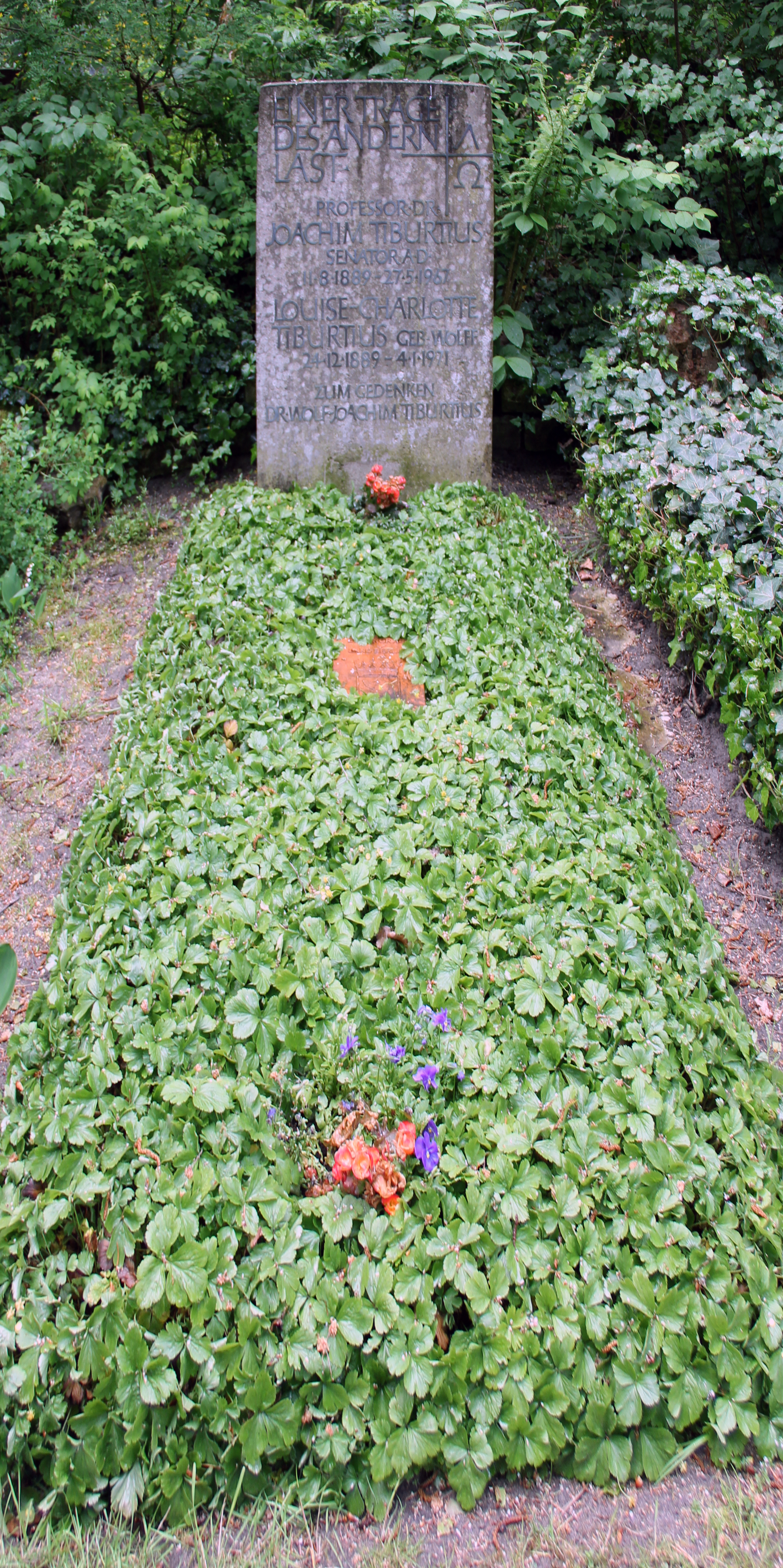
Ehrengrab, Moltkestraße 41, in Berlin-Lichterfelde

### Studienzeit
Nach dem Abitur am Humanistischen Gymnasium in Danzig 1907 studierte Tiburtius Rechts- und Staatswissenschaften, Philosophie und Geschichte in Lausanne, Berlin, Breslau und Königsberg. In Lausanne wurde er Mitglied der Société d’Étudiants Germania Lausanne. 1911 absolvierte er das erste juristische Staatsexamen und war danach als Referendar tätig. Nach dem Wehrdienst vom Herbst 1911 bis zum Herbst 1912, mit Abschluss als Leutnant der Reserve im Garde-Schützen-Bataillon, setzte er sein Studium fort und studierte in Berlin Volkswirtschaftslehre, Geschichte und Philosophie an der Friedrich-Wilhelms-Universität (der heutigen Humboldt-Universität zu Berlin). Zu seinen Hochschullehrern zählte Franz Oppenheimer, den er sehr schätzte und zu dessen Lebenserinnerungen er den Einleitungstext verfasste. Außerdem war Tiburtius langjähriger Assistent des Ökonomen Max Sering. 1914 wurde er an der Friedrich-Wilhelms-Universität zu Berlin zum Dr. phil. in Volkswirtschaftslehre promoviert. Seine Dissertation trug den Titel Der Begriff des Bedürfnisses. Seine psychologische Grundlage und seine Bedeutung für die Wirtschaftswissenschaft.

### Akademische und politische Laufbahn
Von 1915 bis 1917 war Tiburtius durch Vermittlung seines Hochschullehrers Franz Oppenheimer Referent für Arbeitsfragen im Kriegsministerium. Dort war er in der Abteilung für Zurückstellungswesen sozialreformerisch tätig und baute enge Beziehungen zur Gesellschaft für soziale Reform auf. Tiburtius brachte einen von Franz Oppenheimer ausgearbeiteten Entwurf eines Armeebefehls, der den nach dem Ende des Ersten Weltkrieges heimkehrenden Soldaten den Erwerb von ausreichendem Grundbesitz in Aussicht stellte, in das Große Hauptquartier ein, welcher dann dem bekannten Hindenburgschen Armeebefehl zur Grundlage gedient hatte. Seit Sommer 1918 war er beim Versorgungsamt des stellvertretenden Generalkommandos des Gardekorps tätig und ab Oktober desselben Jahres Referent im Reichsarbeitsministerium. Dort stieg er 1920 zum Regierungsrat und 1923 zum Oberregierungsrat auf. 1925 bis 1933, nach Austritt aus dem Staatsdienst, war er geschäftsführendes Vorstandsmitglied der Hauptgemeinschaft des deutschen Einzelhandels und zugleich Mitglied des Vorläufigen Reichswirtschaftsrates. Außerdem war er von 1923 bis 1930 Mitglied der DVP.
Nach Angaben des Historikers Fritz Stern zählte Tiburtius zu den „konservativen Revolutionären“. Während der Zeit der Novemberrevolution von 1918/19 hatte Tiburtius zusammen mit Paul Schiemann, Eduard Stadtler, Heinrich von Gleichen, Oscar Müller und anderen der Vereinigung für nationale und soziale Solidarität (Solidarier), die 1918 von Heinrich von Gleichen initiiert worden war, angehört. Diese Vereinigung hatte nur kurzen Bestand und die einzelnen Mitglieder gingen in der Folgezeit in verschiedene parteipolitische Lager – Gleichen ins konservative, Müller ins sozialdemokratische, Schiemann ins liberale und Stadtler schließlich ins faschistische. Tiburtius selbst war im Bruderrat der Bekennenden Kirche – einer Oppositionsbewegung evangelischer Christen – gegen Versuche einer Gleichschaltung der Deutschen Evangelischen Kirche mit dem Nationalsozialismus tätig und schloss sich nach 1945 der CDU an.
Von 1933 bis 1935 war er Geschäftsführer der Hauptgemeinschaft des deutschen Einzelhandels, später in der Wirtschaftsgruppe Einzelhandel, seit Herbst 1935 Leiter der Forschungsstelle für den Handel beim Reichskuratorium für Wirtschaftlichkeit. 1933 folgte er außerdem einem Ruf an die Handelshochschule Berlin und war parallel dazu Mitglied des Absatzwirtschaftlichen Ausschusses der Internationalen Handelskammer in Paris. 1940 verfasste er seine Habilitation an der Universität zu Köln.
1942 wurde er als Oberleutnant einberufen und war später als Hauptmann wirtschaftlicher Sachverständiger beim Chef des Wehrmachtskraftwesens bis 1945. Daneben vertrat Tiburtius ab 1942 den Ordinarius für Betriebswirtschaftslehre an der Handelshochschule in Leipzig. Allerdings wurde ihm eine endgültige Berufung zu dieser Zeit verwehrt, wohl hauptsächlich wegen seiner Mitarbeit im Bruderrat der Bekennenden Kirche. Ab 1943 hielt Tiburtius als Honorarprofessor Vorlesungen an der Handelshochschule Berlin.
Nach dem Zweiten Weltkrieg erhielt Tiburtius dann aber einen Ruf als ordentlicher Professor für Betriebswirtschaftslehre an der Gesellschaftswissenschaftlichen Fakultät der Universität Leipzig, wo er von 1946 bis 1948 lehrte. Daneben arbeitete er von 1945 bis 1947 in der Zentralverwaltung für Brennstoffindustrie in der sowjetischen Besatzungszone. 1946 wurde er zum Stadtverordneten der CDU für Groß-Berlin gewählt. 1948 erhielt er den Lehrstuhl für Volkswirtschaftslehre an der Freien Universität Berlin, für deren Gründung er sich als Stadtverordneter nachdrücklich eingesetzt hatte. Außerdem war er Leiter der Forschungsstelle für den Handel an der Freien Universität sowie Abteilungsleiter im Deutschen Institut für Wirtschaftsforschung in Berlin-Dahlem.

### Berliner Senator
Anfang 1951 wurde Tiburtius zum Senator für Volksbildung in West-Berlin gewählt. Bis 1963 leitete er dieses Ressort über drei Legislaturperioden lang unter den Regierenden Bürgermeistern Ernst Reuter (1949–1953, SPD), Walther Schreiber (1953–1955, CDU), Otto Suhr (1955–1957, SPD) und Willy Brandt (1957–1966, SPD). Das Ressort gehörte zu den umfangreichsten und komplexesten Ressorts und umfasste alle Bereiche des Berliner Kulturlebens. Bis der Bereich Sport etwas später in die Zuständigkeit des Senators für Jugend und Sport verlegt wurde, reichte sein Riesenressort – wie er sagte – „von Furtwängler bis Fußball“.
In der Zeit des Kalten Krieges kam es auch im kulturellen Bereich zu verstärkten Spannungen zwischen Ost- und West-Berlin: 1954 erklärte Tiburtius in der BZ am Abend, er werde es „nie mehr zulassen, daß Kommunisten bei uns dirigieren.“ Als Volksbildungssenator sprach er ein generelles Arbeitsverbot auf Ost-Berliner Bühnen für Künstler mit Wohnsitz in West-Berlin aus. Einladungen dürften nur von „unverdächtigen Stellen“ angenommen werden, Künstler hätten auf die Entfernung von politischen Spruchbändern und Friedenslosungen in den Auftrittsstätten zu dringen und insbesondere Einladungen in Häuser der Gesellschaft für Deutsch-Sowjetische Freundschaft seien abzulehnen. Für jede Nichteinhaltung dieser Weisungen würden die Künstler zur Verantwortung gezogen werden.
In seiner Amtszeit veranlasste Tiburtius die Rückführung der in die westlichen Besatzungszonen ausgelagerten und aufgefundenen Museumsschätze aus dem Bestand des preußischen Kulturbesitzes nach West-Berlin und sorgte für die Wiedereröffnung des Berliner Schillertheaters sowie die Gründung der Akademie der Künste. In dieser Zeit wurde auch die Amerika-Gedenkbibliothek gebaut und die Eingliederung der Deutschen Hochschule für Politik in die Freie Universität Berlin veranlasst. Er etablierte die Berliner Festwochen im Berliner Kulturbetrieb, und es ist vor allem ihm die Bindung Carl Eberts und Herbert von Karajans an Berlin zu verdanken. Tiburtius hatte nach dem Tod Wilhelm Furtwänglers (1954) bei Karajan angefragt, ob dieser bereit sei, die für 1955 geplante USA-Tournee des Berliner Philharmoniker Orchesters zu übernehmen. Karajan sagte unter der Bedingung zu, dass er sie nur als designierter Chefdirigent des Orchesters übernehmen würde. Dies nahm Tiburtius an und Karajan wurde zum Chefdirigent der Berliner Philharmoniker auf Lebenszeit ernannt.

### Kirchliches Engagement
Tiburtius war Mitglied der in der Zeit des Nationalsozialismus oppositionellen Bekennenden Kirche und ab 1937 Mitglied des Bruderrates der Großgemeinde Lichterfelde. Nach dem Ende des Zweiten Weltkrieges gehörte er der Kreissynode des Kirchenkreises Steglitz sowie der Landessynode der Evangelischen Kirche in Berlin-Brandenburg und der EKD-Synode an. Seine gemeindliche Heimat hatte er in der Martin-Luther-Gemeinde in Berlin-Lichterfelde, in der er den Lektorendienst versah und Mitglied des Gemeindekirchenrates war. Tiburtius war ebenfalls Mitglied im Kuratorium der Kirchlichen Hochschule. Von 1951 bis 1967 war er zudem Evangelischer Vorsitzender der Gesellschaft für Christlich-Jüdische Zusammenarbeit in Berlin e. V., wo er sich als Senator für Volksbildung für die Aussöhnung zwischen Christen und Juden einsetzte.
Tiburtius war mit Louise Charlotte, geb. Wolff verheiratet. Er starb am 27. Mai 1967 im Alter von 77 Jahren in Berlin.

## Auszeichnungen und Ehrungen
Sein Ehrengrab befindet sich in Berlin auf dem Alten Friedhof Lichterfelde. Die im Zuge der Schildhornstraße zur Neuen Filandastraße über die Schloßstraße 1971 in Berlin gebaute Brücke wurde 'Joachim-Tiburtius-Brücke' genannt. Er wurde 1959 mit dem Großen Verdienstkreuz mit Stern und Schulterband ausgezeichnet, im selben Jahr wurde ihm vom Senat der Stadt Berlin die Ernst-Reuter-Plakette verliehen. 1962 erhielt er das Große Goldene Ehrenzeichen mit Stern der Republik Österreich. Zudem war er Ehrenbürger der Freien Universität Berlin. Die Landeskonferenz der Rektoren und Präsidenten der Berliner Hochschulen (LKRP) verleiht den nach Tiburtius benannten Tiburtius-Preis der Berliner Hochschulen für hervorragende Diplomarbeiten und Dissertationen, die an Berliner Hochschulen entstanden sind.

## Veröffentlichungen

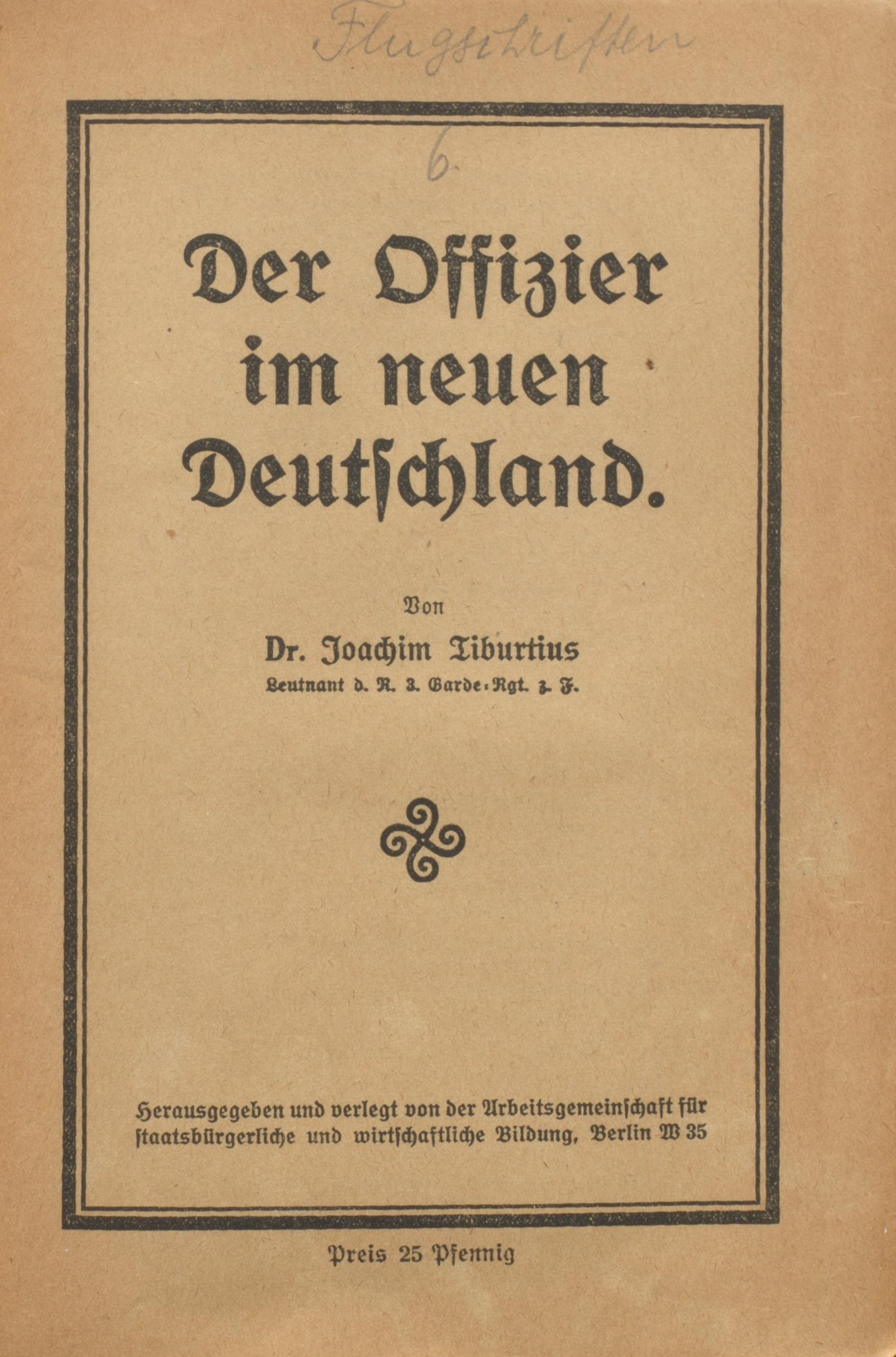
Der Offizier im neuen Deutschland (1919)

- Einführungstext zu Lebenserinnerungen – Erlebtes, Erstrebtes, Erreichtes von Franz Oppenheimer, Joseph Melzer Verlag, Düsseldorf 1964
- Lage und Leistungen des deutschen Handels in ihrer Bedeutung für die Gegenwart. Berlin-München 1949
- Christliche Wirtschaftsordnung, ihre Wurzeln und ihr Inhalt. Berlin 1947
- Christliche Erziehung in: Neue Zeit vom 22. März 1947
- Der Einfluss der Wirtschaftsordnung auf die Unternehmerleistung. 1941
- mit Alfred Gürtler und Friedrich von Poll: Mensch oder Maschine in der Warenverteilung? – ein Beitrag zur Automatenfrage. Hamburg 1932
- Der Arbeitsvertrag der kaufmännischen Angestellten in rechtlicher und soziologischer Darstellung. 1930
- Gemeinwirtschaftliche Gegensätze. (in "Dringliche Wirtschaftsfragen", Heft 8). Leipzig 1919